# Carlo Gaudenzio Madruzzo
Carlo Gaudenzio Madruzzo ou Madruzzi, nascido Charles-Gaudence de Madruce (Castelo di Issogne, 1562 — Roma, 14 de agosto de 1629) foi um cardeal e bispo católico italiano, príncipe-bispo de Trento de 1600 a 1629.

## Biografia
Nascido Charles-Gaudence de Madruce, filho do Barão Giovanni Federico Madruzzo (Jean-Frédéric de Madruce) e Isabella di Challant, no castelo de Issogne, no Vale de Aosta, Carlo Gaudenzio era sobrinho do Cardeal Ludovico Madruzzo. Após concluir o ensino médio, primeiro em Ivrea e depois em Trento, frequentou a universidade em Ingolstadt (1577-1582) e em Pavia (1584-1586), onde obteve o diploma em direito civil e canônico.
Por um longo período, foi hospedado em Roma por seu tio, o cardeal, para ampliar e aperfeiçoar sua educação. Como Ludovico, titular do Principado Episcopal de Trento, estava ocupado com atividades na capital, Carlo Gaudenzio foi nomeado bispo coadjutor de Trento em 1595.
Com a morte de seu tio Ludovico, em 1600, Carlo Gaudenzio tornou-se bispo titular da diocese de Trento, tornando-se assim o terceiro príncipe-bispo daquela espécie de "dinastia eclesiástica" representada pela poderosa família Madruzzo. Em 9 de junho de 1604, ele também obteve o título de cardeal do Papa Clemente VIII.
Em sua atividade como líder espiritual da Igreja de Trento, Carlo Gaudêncio se engajou em uma vasta operação para combater a heresia e a (muitas vezes suposta) bruxaria nos vales do Trentino, na construção de novas igrejas e no cumprimento das disposições do Concílio de Trento, enquanto como príncipe temporal ele buscou um equilíbrio estável com o imperador, estabelecendo novas regras relativas à defesa e ao exército do Principado no quadro militar composto do Sacro Império Romano.
Em 1620, Carlo Guadenzio mudou-se definitivamente para Roma e conseguiu, assim como seu tio Ludovico, nomear seu sobrinho Carlo Emanuele bispo coadjutor de Trento, que, após sua morte (14 de agosto de 1629 ), o sucedeu como bispo titular.